# إزالة الشحوم

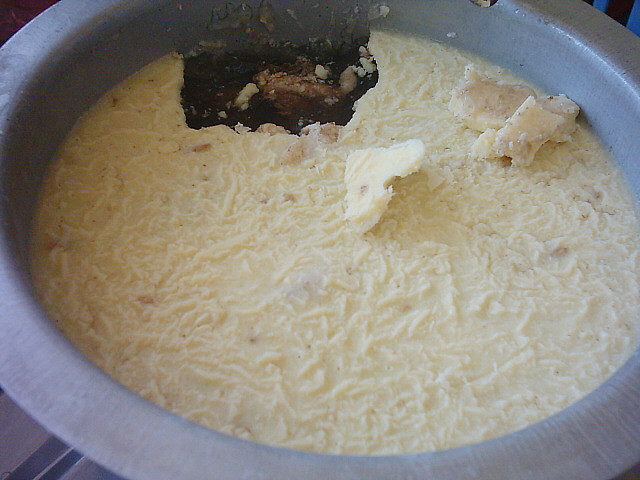
حساء مجمد بطبقة من الدهن، يوفر التبريد طريقة سهلة لإزالة الدهون من الطعام حيث يرتفع الدهن إلى السطح ويتجمد بالكامل.

الزَّشْحَمة أو إزالة الشحوم أو إزالة الدهون هو مصطلح يستعمل لوصف عملية إزالة الأحماض الدهنية من شيء ما. وفي علم فن الطبخ، تشير كلمة إزالة الدهون إلى طرق متنوعة تستعمل لتقليل محتوى الدهون داخل وجبة ما. وهذا المصطلح يمكن استخدامه في تصنيف إجراءات تقليل المحتوى الدهني بالطعام بعد الطهي وأثناء إعداد الوجبة على حد سواء. ويشار أيضاً إلى إزالة الشحوم باسم خفض الدهون.

## إزالة الشحوم من الطعام
تستخدم عملية إزالة الشحوم غالبًا بواسطة من يجري نظام غذائي خاصة أؤلئك الذين يتبعون حمية قليلة الدهون لتقليل حرق الدهون لديهم للتحفيز على فقدان الوزن. فمحتوى الطاقة في جرام واحد من الدهون يساوي 9 سعرات حرارية بينما المحتوى الناتج عن النشويات والبروتينات يساوي 4 سعرات حرارية. ومن ثم فإن الخاضعين لنظام غذائي غالبًا ما ينظرون إلى تقليل استهلاك الدهون باعتباره طريقة فعّآلة لفقدان الوزن دون التضحية بدرجة كبيرة بحجم الطعام الكلي. تستخدم إزالة الشحوم أثناء تحضير الوجبات لتقليل محتوى الطاقة في الطعام الجاري تجهيزه، كما أن إزالة الشحوم عن طعام مجهز غالبًا ما تستعمل في المواقف الاجتماعية حيث قد يضطر المرء لتناول الطعام المقدم بالمطاعم والذي يكون غنيًا بالدهون.
وأؤلئك الذين يرغبون في تقليل مستوى الكوليسترول أو جرعة الدهون خاصة المصابين بمرض فرط كولسترول الدم غالبًا ما يستخدمون عملية إزالة الشحوم لتقليل استهلاكهم من الدهون.

### إزالة الشحوم عن الوجبة أثناء إعدادها
يمكن تقليل الدهون في الوجبة أثناء إعدادها من خلال طرق متنوعة. وأكثر الطرق شيوعًا تكون من خلال إدخال أصناف طعام بديلة أو إزالة الدهون الموجودة طبيعيًا والإضافة الوقائية للدهون.
استبدال الدهون هي طريقة يتم فيها استبدال أحد المكونات بعنصر آخر. وهناك طريقة شائعة للقيام بذلك وهي استبدال الدهون الحمضية المشبعة بدهون حمضية غير مشبعة أثناء الطهي. على سبيل المثال يمكن استخدام زيت الزيتون بدلًا من الزبدة لتتبيل السلطة.
كما تُستبدل عناصر الطعام لتقليل المحتوى الدهني. على سبيل المثال، بدلًا من استخدام البيض من خلال إضافة بيضة كاملة، حيث يحتوي صفار البيض على مستوى مرتفع من الدهون، يمكن استخدام بياض البيض بدلًا منه. وكبديل، يمكن استخدام الحليب منزوع الدسم أو ما يماثله من المنتجات قليلة الدهن كعناصر في الطهي.

### إزالة الشحوم من المشروبات
ويمكن إزالة الشحوم عن العديد من الأطعمة بعد إعدادها. الأطعمة السائلة التي تتميز بزيادة نسبة الدهون، مثل سوائل التدميس وعصائر التحميص وأنواع المرق ربما يطفو زيتها على السطح أثناء عملية الطهي وبعدها. يمكن نزع الدهن عن السائل بواسطة مغرفة أو ملعقة أو كوب حيث يتم غلي السائل برفق ثم التخلص منه. ويتم هذا من خلال وضع نصف القِدر على مصدر الحرارة حتى يغلي السائل على جانب واحد فقط. وهذا يدفع الدهون إلى الجانب الآخر ويجعل من السهل رفعها بواسطة المغرفة. يمكن وقتئذ نزع الدسم من خلال إمساك المغرفة بحيث يتساوى الجزء العلوي من تجويفها تقريبًا مع السائل ثم تتم إمالتها قليلاً وبحركة دائرية باتجاه حافة القِدر حيث يتراكم الدهن.
ومع غلي سوائل التدميس وأنواع المرق، فعادة ما يتساقط منها المزيد من الدهن والبروتين وفي بعض الأحيان الرغوة، لذلك فمن الأسهل الانتظار لدقائق قليلة على الأقل حتى يبرد السائل قبل إزالة الشحوم. وفي حالة صناعة سوائل تنخفض بمعدل بطيء ربما يكون من الأفضل الانتظار مدة أطول حتى تبرد.
وبدلًا من المغرفة يمكن استخدام كوب إزالة الشحوم لنزع الدهن عن السوائل الساخنة. وهو كوب من البلاستيك الشفاف أو الزجاج يشبه إبريق الشاي بفوهة بارزة تخرج من القاع. حيث يتم صب السائل والعصائر في الكوب ثم تخرج تاركة الدهن خلفها، ويخرج السائل من قاع الكوب بدلًا من قمته. تتوفر أكواب إزالة الشحوم في أحجام مختلفة.
إن تبريد السوائل أو تجميدها حتى يتجمد الدهن ويتصلب قد يجعل إزالة الدهن بواسطة الملعقة أمرًا أكثر سهولة. وبعد إزالة الدهن المجمد، إذا ظل مظهر السائل غائمًا فيمكن تصفيته عن طريق نزعه مجدداً بواسطة مغرفة بعد غليه قليلاً للسماح بخروج المزيد من الدهن والبروتينات غير القابلة للذوبان.

### إزالة الشحوم عن عناصر الطعام الصلبة
بعض العناصر مثل الطعام المشوي وبعض عناصر الطعام المطهي مثل البيتزا قد تكون دسمة ومليئة بالشحوم أحيانًا. وربما تساعد إزالة الشحوم عنها بعد إعدادها على توفير حل لهذه المشكلة. فالطعام المقلي مثل شرائح البطاطس المقلية يمكن غالبًا إزالة الشحم عنه دون تقليل هشاشة عناصر الطعام هذه من خلال إزالة الزيت عن العنصر بواسطة ورق مناديل.

## إزالة الشحوم من المنتجات التجارية
العديد من شركات صناعة الأغذية ثم تطويرها خصيصًا للأشخاص الذين يرغبون في تقليل جرعات الدهن التي يتناولوها. كما أن رغبة العميل في إزالة الدهون أدت أيضًا إلى إنتاج منتجات قليلة الدهن؛ مثل الجبن قليل الدسم.

## إزالة الشحوم باستخدام مواد مذيبة
إزالة الشحوم باستخدام مواد مذيبة هي عملية تستخدم لتحضير جزء ما لعمليات أخرى مثل الطلاء الكهربائي أو الطلاء. عادة ما تستخدم هذه العملية مذيبات تعتمد على النفط أو الكلور أو الكحول لإذابة سوائل التشغيل الآلي والملوثات التي ربما تكون على ذلك الجزء.

## وصلات خارجية
- كيف يعمل الكوليسترول
- الطهي لتقليل الكوليسترول